# Emily Jane Pfeiffer
Emily Jane Pfeiffer (ur. 26 listopada 1827, zm. 23 stycznia 1890 w Londynie) – angielska poetka i filantropka epoki wiktoriańskiej.

## Życiorys
Urodziła się jako Emily Jane Davis, córka Thomasa Richarda Davisa. Z powodu trudnych warunków finansowych rodzina poetki nie mogła sobie pozwolić na zapewnienie jej formalnego wykształcenia, jednak ojciec namawiał ją do rozwijania talentu literackiego i plastycznego. W 1850 autorka wyszła za mąż za kupca herbacianego Jurgena Edwarda Pfeiffera. Względna zamożność pozwoliła jej na przeznaczenie sporej sumy pieniędzy na edukację kobiet i założenie sierocińca dla dziewcząt. Poetka zmarła na zapalenie płuc w rok po swoim mężu.
Emily Jane Pfeiffer była płodną i poważaną autorką. Wysoko ją ceniono jako sonetystkę. Jej debiutem był wydany w roku 1842 tomik The Holly Branch, an Album for 1843 (Gałązka ostrokrzewu, album na rok 1843). Napisała między innymi dłuższe poematy Gerard's Monument (Pomnik Gerarda) i Martha Mary Melville i wiele krótszych wierszy. Interesującym epizodem z biografii poetki jest jej korespondencja z Karolem Darwinem, dotycząca roli zmysłu estetycznego w procesie dobierania się ptaków w pary.